# Ninon Abena
Pour les articles homonymes, voir Abena.
Ninon Abena, née le 5 septembre 1994, est une joueuse camerounaise de football évoluant au poste de milieu de terrain.

## Carrière
Avec l'équipe du Cameroun, Ninon Abena est finaliste des Jeux africains de 2015 à Brazzaville et fait partie de la sélection participant à la Coupe du monde féminine de football 2015. 
La sociétaire de Louves Minproff fait partie du groupe camerounais finaliste du Championnat féminin de la COSAFA 2018 et troisième de la Coupe d'Afrique des nations 2018 organisée au Ghana. En 2019, elle est de nouveau retenue dans la sélection nationale du Cameroun pour la Coupe du monde de football féminin.